# Chromonephthea intermedia
Chromonephthea intermedia is een zachte koraalsoort uit de familie Nephtheidae. De koraalsoort komt uit het geslacht Chromonephthea. Chromonephthea intermedia werd in 1931 voor het eerst wetenschappelijk beschreven door Thomson & Dean. 